# Tatiana von Metternich-Winneburg
Tatiana Hilarionowna von Metternich-Winneburg,  seit 1941 als Fürstin von Metternich-Winneburg bekannt (geborene Prinzessin Tatiana Ilarionowna Wassiltschikoff, russisch Татьяна Васильчикова; * 19. Dezember 1914jul. / 1. Januar 1915greg. in Petrograd; † 26. Juli 2006 auf Schloss Johannisberg bei Geisenheim), war eine deutsche Malerin, Schriftstellerin und Mäzenin russischer Herkunft.

## Familie
Tatiana von Metternich-Winneburg war die Tochter von Prinz Hilarion Sergejewitsch Wassiltschikow (1881–1969) und Prinzessin Lidia Leonidowna Wjasemskaja (1886–1946). Sie war seit 1992 als Witwe von Paul Alfons von Metternich-Winneburg die letzte Vertreterin des Hauses Metternich.

## Leben
Nach der Russischen Revolution floh ihre Familie mit ihr über Malta und Frankreich nach Deutschland. Tatiana Wassiltschikow studierte später in München Malerei. In den 1930er Jahren bekam sie eine Stellung im Auswärtigen Amt in Berlin. In dieser Zeit freundete sie sich mit einem Kreis von Regimegegnern an und lernte darüber ihren späteren Mann Paul Alfons kennen. Sie heirateten am 6. September 1941 im Berliner Grunewald. Ihre Schwester, Marie (genannt Missie) Wassiltschikow (1917–1978), beschreibt die Berliner Jahre in ihren Berliner Tagebüchern.
Tatiana und Paul Alfons von Metternich lebten zunächst auf Schloss Königswart im Egerland und nach der Vertreibung aus der Tschechoslowakei 1945 auf dem kriegszerstörten Schloss Johannisberg in Hessen zusammen mit der Mutter ihres Ehemanns, Isabel Prinzessin von Metternich-Winneburg (1880–1980), der ehemaligen Fürstin von Metternich-Winneburg. Die Ehe blieb kinderlos, mit ihr ist die auf Fürst Metternich zurückgehende Linie Metternich-Winneburg erloschen.

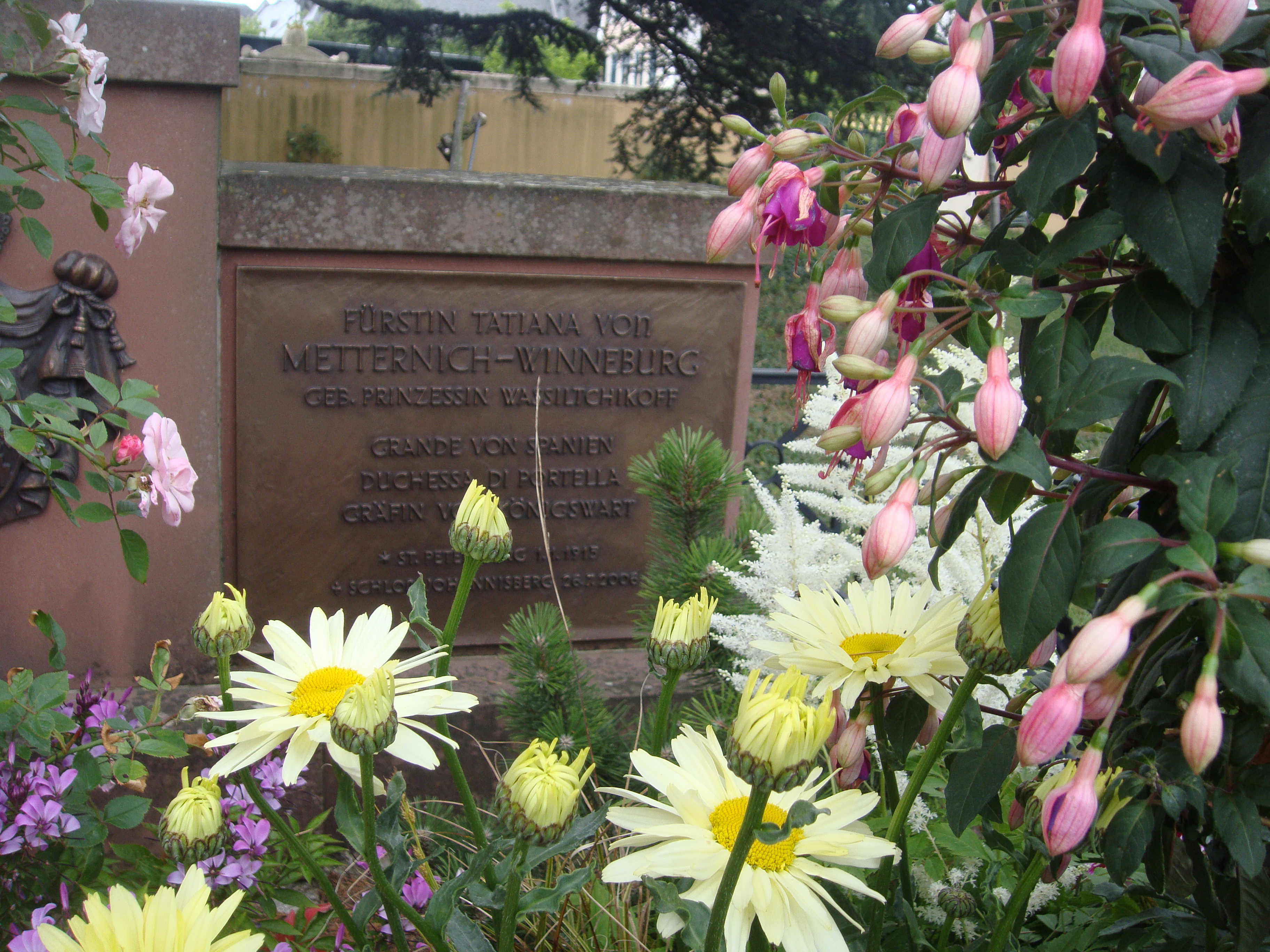
Grab von Tatiana von Metternich-Winneburg

Zusammen mit ihrem Mann Paul baute sie nach dem Krieg das Schloss Johannisberg wieder auf und verwaltete das Weingut. Zusammen mit der Wiesbadener Sektkellerei Henkell & Söhnlein wurde unter anderem die Marke „Fürst von Metternich“ vertrieben. Seit dem Jahr 1974 gehören das Schloss und die Weinberge zur Oetker-Gruppe.
Tatiana von Metternich-Winneburg war Mitbegründerin und Vorsitzende des Kuratoriums des Rheingau Musik Festivals und engagierte sich für zahlreiche karitative Tätigkeiten, insbesondere im Lazarus-Orden, deren zweite Großbailli in Deutschland sie von 1992 bis 2006 war.
Sie starb am 26. Juli 2006 im Alter von 91 Jahren auf Schloss Johannisberg bei Geisenheim im hessischen Rheingau.

## Auszeichnungen und Ehrungen
- 1970 Ehrenzeichen des Deutschen Roten Kreuzes[2]
- 1990 Verdienstorden der Bundesrepublik Deutschland I. Klasse
- 1999 Preisträgerin der Georg-August-Zinn-Medaille
- 2001 Wilhelm-Leuschner-Medaille, höchste Auszeichnung des Landes Hessen
- 2003 Ehrenring des Rheingau-Taunus-Kreises